# Президентские выборы в Ирландии (1976)
Президентские выборы в Ирландии 1976 года были четвёртыми в Ирландии выборами без проведения голосования вследствие отсутствия других претендентов на пост. Они были проведены после внезапной отставки предыдущего президента, Кэрролла О’Дэли.
По результатам выборов Патрик Хиллери стал шестым президентом Ирландии. Инаугурация прошла 3 декабря 1976 года.